# Leon Holmes
 (mars 2025).
Pour les articles homonymes, voir Holmes.
Leon Holmes est un acteur américain né le 26 novembre 1913 à San Francisco en Californie, mort le 8 février 1970 à Los Angeles (Californie).

## Filmographie partielle
- 1925 : Le champion du cirque de James Stuart Blackton : Garçon au visage tacheté de rousseur
- 1927 : Le Chanteur de jazz (The Jazz Singer) d'Alan Crosland : Moey
- 1935 : Symphonie burlesque de Norman Taurog : Messager
- 1937 : Une étoile est née (A Star Is Born) de William A. Wellman (non crédité)
- 1939 : Pacific Express (Union Pacific) de Cecil B. DeMille (non crédité)